# Henriette Ith-Wille
Henriette Ith-Wille (La Chaux-de-Fonds, 31 de agosto de 1885 - Ginebra, 12 de noviembre de 1978) fue una esperantista y pacifista suiza, así como la secretaria del pedagogo Pierre Bovet. Usaba el pseudónimo de Henriette Rémi. También fue conocida con el nombre de casada de su primer matrimonio Henriette Danneil y del segundo Henriette Ith.

## Juventud y Primera Guerra Mundial
Henriette Wille nació a una familia de relojeros. Su padre Charles (1835-1896) murió cuando ella tenía 11 años y fue educada por su madre Jenny Borkiewitcz en un ambiente librepensador y culturalmente estimulante. Los primeros años del siglo XX los vivió en Zúrich, en Inglaterra y en Berlín, donde aprendió lenguas y fotografía. El 1908 volvió a La Chaux-de-Fonds, donde abrió un taller de fotografía. Allí se casó el 1914 con el oficial alemán Hans Danneil, adquiriendo así la nacionalidad alemana y perdiendo la suiza. Durante la Primera Guerra Mundial, Henriette Danneil hizo de enfermera en el hospital militar donde su marido estaba herido, dedicándose a los enfermos que se habían quedado desfigurados por la acción de obuses y otros artefactos explosivos. El 1942 publicará sus memorias de estos años al libro Hommes sanos visage. La experiencia de la guerra le acercó a la meditación filosófica sobre el sentido de la vida. Así, transcribió al braille el libro del Premio Nobel de Literatura Rudolf Eucken Der Sinn und Wert des Lebens (El sentido y el valor de la vida). El 1919 se afilió a la Liga Juvenil Internacional iniciada por el matemático y filósofo alemán Leonard Nelson a Göttingen. También se afilió al Partido Socialdemócrata de Alemania (SPD), a pesar de que será expulsada el 1925, junto con el resto de miembros de la Liga. Un año antes se trasladó a vivir a Ginebra, donde vivirá el final de sus días.

## Vida a Ginebra. Pedagogía y esperanto
En Ginebra mantuvo la relación con Leonard Nelson y con su nuevo partido político, el Internationaler Sozialistischer Kampfbund (liga internacional socialista), considerado una escisión de la SPD. El 1926 aprendió la lengua auxiliar internacional esperanto, idioma que enseñaría después en la escuela de estudios sociales para mujeres de Ginebra. En esta época, conoció Edmond Privado, figura clave del pacifismo y del esperantismo, y formó parte del grupo esperantista local La Stelo.
Por medio de su amiga Alice Descoeudres conoció los principales representantes de la escuela nueva, como Édouard Claparède, Adolphe Ferrière o Pierre Bovet, los cuales el 1925 habían fundado el Bureau international de éducation (BIE). Henriette Ith fue miembro de esta organización, que federaba varios movimientos de la nueva educación, y enseñó esperanto a muchas personas para facilitar la organización y la comunicación de los participantes al Congreso Mundial de la Educación, que tuvo lugar el 1929 a Ginebra. Con la ayuda de la Asociación Mundial de Profesores Esperantistas tradujo durante algunos años el boletín del BIE al esperanto. En esta época, trabajó como secretaria personal del pedagogo Pierre Bovet, tanto al Instituto Jean-Jacques Rousseau cómo al BIE. También enseñó esperanto a niños con objetivos científicos. Por Henriette Ith, tanto la escuela nueva como el esperanto eran herramientas para crear una sociedad más pacífica. Como Maria Montessori, creía que era más probable conseguir una paz sostenible mediante la educación de las mentes individuales, que no con el poder de los estados.

## Casamiento con Émile Ith y activismo pacifista
Adolphe Ferrière prolongará su libro Hommes sanos visage, añadiendo el prefacio que ella escribió, bajo el seudónimo de Henriette Rémi (publicado en 1942 y reeditado el 2014 con un extenso prefacio de Stéphane Garcia). Ferrière era el redactor de la revista Pour la Ere Nouvelle. Durante tres años Henriette fue su asistente. Además, tradujo al esperanto el libro de Ferrière Transformons el école. También tradujo al esperanto Senarmigo kaj edukado (Desarme y educación), que se publicó con ocasión de la Conferencia Mundial por el Desarme que tuvo lugar a Ginebra durante los años 1932-1934. Por otro lado, desde 1928 a 1932, Henriette asumió la redacción de la versión en esperanto de la Internationaler Sozialistischer Kampfbund. Así, tomó un rol activo al movimiento obrero, a pesar de que no podía firmar sus artículos, porque oficialmente era una ciudadana alemana y el contacto con miembros de este partido podía causarle problemas con las autoridades suizas.
Henriette se casó en segundas nupcias con Émile Ith (1902-1965), un idealista suizo diecisiete años más joven que ella. Émile Ith acababa de salir de la prisión, donde había sido seis meses por objetor de conciencia. Este joven era ebanista, sindicalista, librepensador y anarquista. En la prisión había recibido la visita del psicoanalista Charles Baudouin, que había convencido a la pareja porque estudiaran psicología como estudiantes libres a la Universidad de Ginebra.
Tanto Émile como Henriette fueron muy activos durante décadas en diferentes cuestiones relativas al pacifismo y a la no violencia, así como en la introducción del servicio civil internacional de Pierre Cérésole en Suiza. Los dos fueron miembros de varias organizaciones pacifistas, como el Movimiento Internacional de Repacificación. Varios amigos, como Monastier, Cérésole, Privado o Butts los convencieron para frecuentar también la Sociedad de los Amigos. Así, se interesaron por los cuáqueros, por Mohandas Gandhi y por la filosofía hindú y colaboraron con la publicación La Essor (La Impeto), donde escribían intelectuales como Baudouin, Bovet, Claparède, Descoeudres, Ferrière, Monastier o Privado.